# Gen argentat

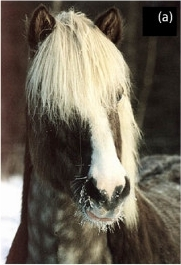
Cavall negre-argentat mostrant les crins molt blanques i diluïdes, amb arrels més fosques,i un pelatge gris fosc amb rodadures

El gen argentat és un gen de dilució que actua sobre les parts negres del pelatge d'un cavall. De manera simplificada, el gen argentat fa que les crins i les cues negres es transformin en blanques, i els pelatges negres passin a una tonalitat més o menys xocolata (que pot tenir matisos diversos, incloent el gris fosc).
En molts casos hi ha rodadures aparents, responsables del nom en anglès :"silver dapple".
Els cavalls roigs o alatzans poden ser portadors de la dilució argentada i de transmetre-la
als descendents, però ells mateixos no en són afectats.

## Pelatges diluïts argentats

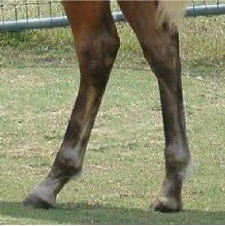
Els extrems d'un cavall castany són negres. En el cas de la figura, un castany-argentat, mostren un aspecte diluït

Els quatre pelatges bàsics, quan són portadors d'al·lels argentats, es transformen de manera diferent.
- Negre-argentat

Els cavalls que serien negres passen a un color xocolata o gris fosc, amb rodadures o sense. La cua i la crinera esdevenen blanques, amb algunes crins negres interpolades.
- Bru-argentat

Els cavalls bruns es modifiquen de manera semblant als negres, conservant les zones rogenques del pelatge de base.
- Castany-argentat

Les crins i la cua passen a blanques, amb algunes cerres negres. El pelatge del cos no varia. Els extrems negres de les potes es dilueixen a un color xocolata o gris fosc.
- Roig-argentat.

Els cavalls alatzans poden ser portadors de la dilució argentada però no varien el seu aspecte.

## Races amb dilució argentada

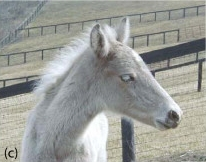
Poltre argentat, amb un pelatge típic de tonalitat clara i pestanyes molt clares

No totes les races de cavalls tenen pelatges argentats. La dilució argentada es troba en els ponis Shetland, els ponis islandesos, els ponis gal·lesos, el cavalls suecs de sella i els cavalls finlandesos.
Entre les races americanes hi ha la Morgan, el Missouri Foxtrotter, el Tennessee Walking Horse i l'American Quarter Horse.
També hi ha races europees de tir amb pelatges argentats : el cavall Ardenès i el Comtois.

## Aspectes genètics

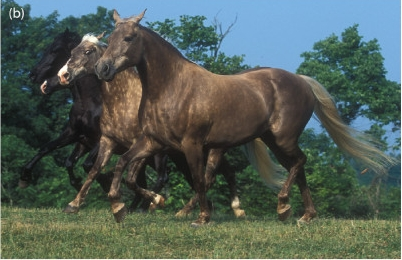
Dos cavalls de la raça Rocky Mountain (els dos de davant)diluïts argentats

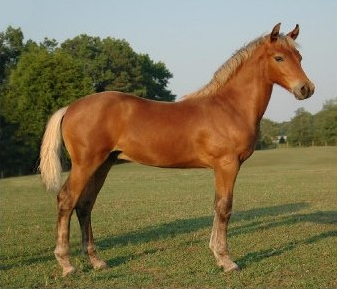
Els argentats-castanys conserven el color roig del pelatge mentre que els extrems de les potes passen a una tonalitat diluïda

El responsable de la dilució argentada és el gen PMEL17 situat al cromosoma 6 (ECA6q23)).
.
L'herència és del tipus dominant autosòmica (Vegeu : autosoma).
El gen argentat es representa per la lletra Z. Els al·lels possibles són : Z, z.
Des del punt de vista de la dilució argentada un cavall pot ser :
- zz; no hi ha dilució argentada
- Zz; hi ha dilució argentada heterozigòtica
- ZZ; hi ha dilució argentada homozigòtica

## Malalties relacionades
Els cavalls amb pelatges argentats poden patir lesions oculars associades amb la dilució argentada. En els cavalls Rocky Mountain la lesió Disgènesi del segment anterior ("Anterior Segment Dysgenesis") es presenta en alguns casos. Generalment les lesions són benignes però en argentats homozigòtics la lesió pot provocar visió defectuosa en el cavall afectat.

## El pelatge "pè d'argent"
El pelatge pèl d'argent no té res a veure, en principi, amb la dilució argentada.
Mossén Manuel Dieç, en la seva Menescalia, escrigué :
"La setzena color es dita pel d'argent, e persos nomena axí que ha color d'argent bronit, e deu esser tot blanch sens negun pel negre, e la blancor deu auer color d'argent axí com dit he. E deu haver los clins, la coha e les cames fins als genols tot negre. E deu auer veta tota negra del goles fins a la coha. De aquest pel ni a pochs hi és molt bell pel".